# São Paulo do Potengi
São Paulo do Potengi est une municipalité brésilienne située dans l'État du Rio Grande do Norte.